# Pseudepisphenus longulus
Pseudepisphenus longulus is een keversoort uit de familie Passalidae. De wetenschappelijke naam van de soort is voor het eerst geldig gepubliceerd in 1990 door Boucher.